# Plectroglyphidodon imparipennis
Espèce
Plectroglyphidodon imparipennis est une espèce de poissons de la famille des Pomacentridae.